# Buwchfawromyces
Buwchfawromyces is een monotypisch geslacht van schimmels uit de familie Neocallimastigaceae. Het bevat alleen de soort Buwchfawromyces eastonii.